# Gonatium pacificum
Gonatium pacificum är en spindelart som beskrevs av Kirill Yeskov 1989. Gonatium pacificum ingår i släktet Gonatium och familjen täckvävarspindlar. Inga underarter finns listade i Catalogue of Life.